# 东型马纯阳观
东型马纯阳观位于中国山西省运城市垣曲县华峰乡东型马村。

## 保护
2021年8月4日，东型马纯阳观公布为第六批山西省文物保护单位，古建筑类，年代为元，编号6-260。	